# Karawan (Krasnohrad)
Karawan (ukrainisch und russisch Караван) ist ein Dorf in der ukrainischen Oblast Charkiw mit etwa 1000 Einwohnern (2001).
Das in der ersten Hälfte des 19. Jahrhunderts gegründete Dorf liegt auf einer Höhe von 180 m 10 km nordöstlich vom Gemeindezentrum Starowiriwka, 17 km südwestlich vom ehemaligen Rajonzentrum Nowa Wodolaha und 60 km südwestlich vom Oblastzentrum Charkiw.
Südwestlich vom Dorf verläuft die Territorialstraße T–21–20. Die Ortschaft besitzt eine Bahnstation an der Bahnstrecke zwischen Charkiw und Berestyn.
Am 28. September 2017 wurde das Dorf ein Teil der neugegründeten Landgemeinde Starowiriwka, bis dahin bildete es zusammen mit den Dörfern Sawadiwka (Завадівка) und Tscherwona Poljana (Червона Поляна) die gleichnamige Landratsgemeinde Karawan (Караванська сільська рада/Karawanska silska rada) im Süden des Rajons Nowa Wodolaha.
Am 17. Juli 2020 kam es im Zuge einer großen Rajonsreform zum Anschluss des Rajonsgebietes an den Rajon Krasnohrad, der wie sein Verwaltungssitz 2024 in Berestynumbenannt wurde.

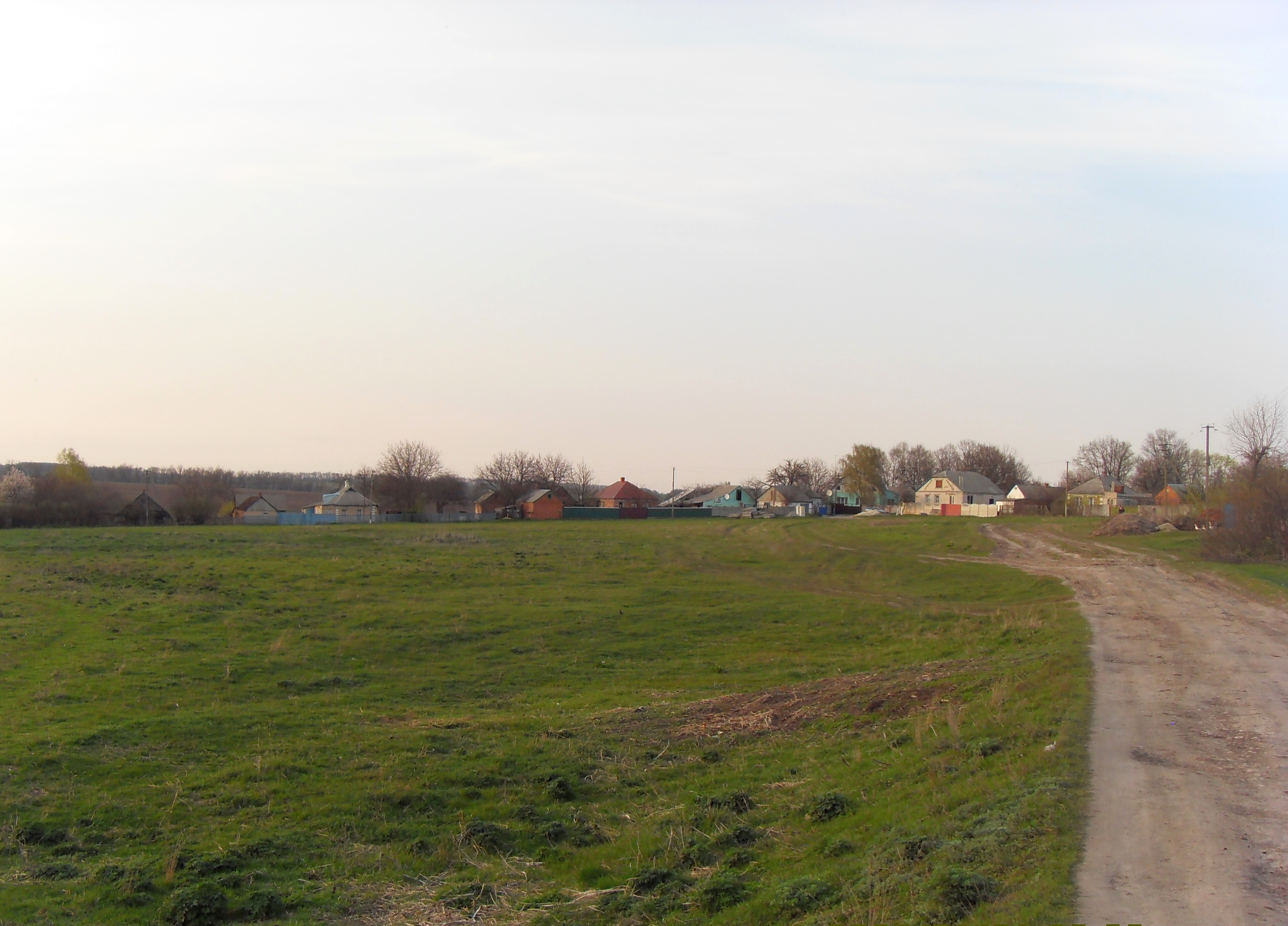
Blick auf das Dorf
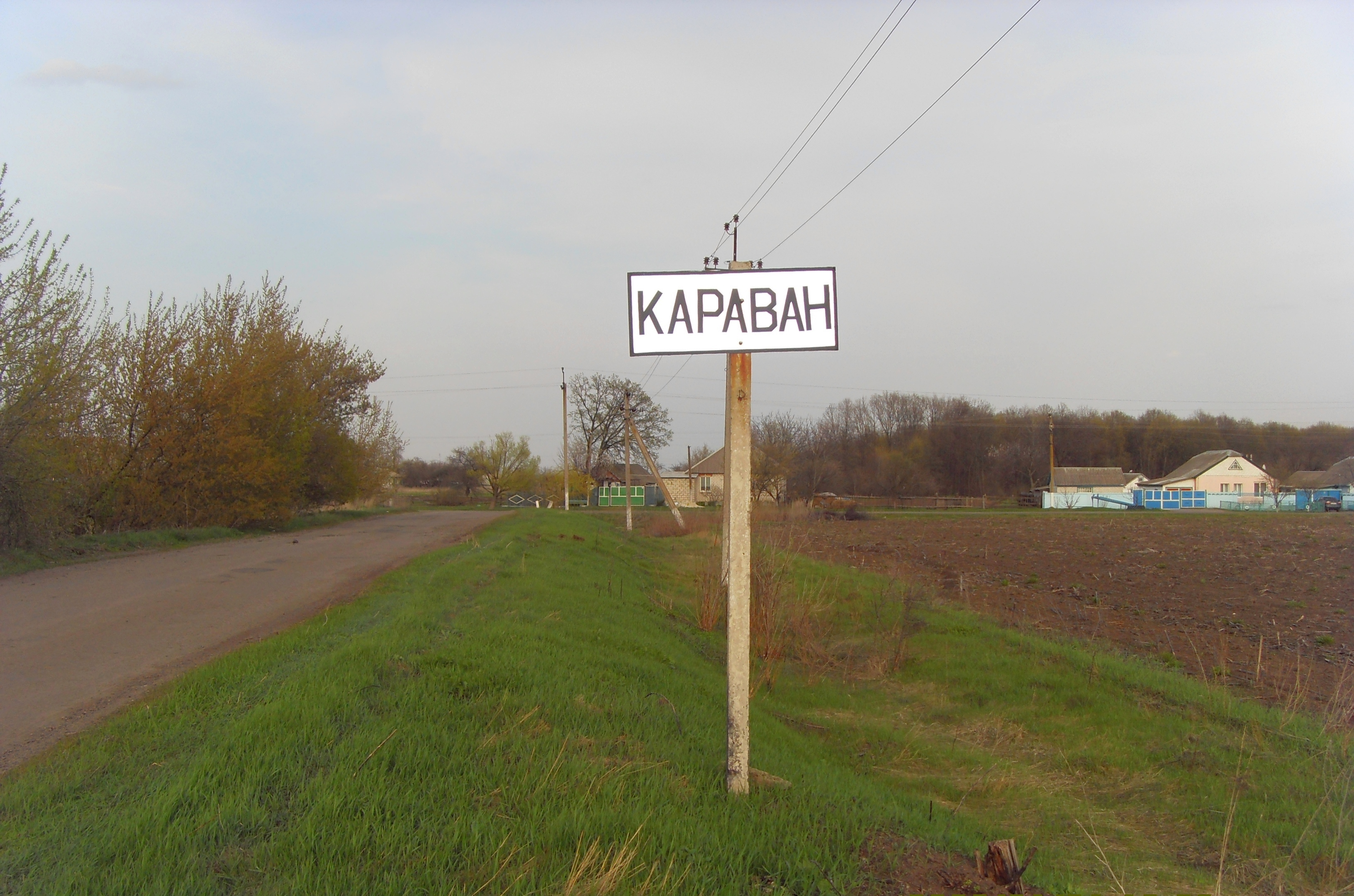
Ortseingang
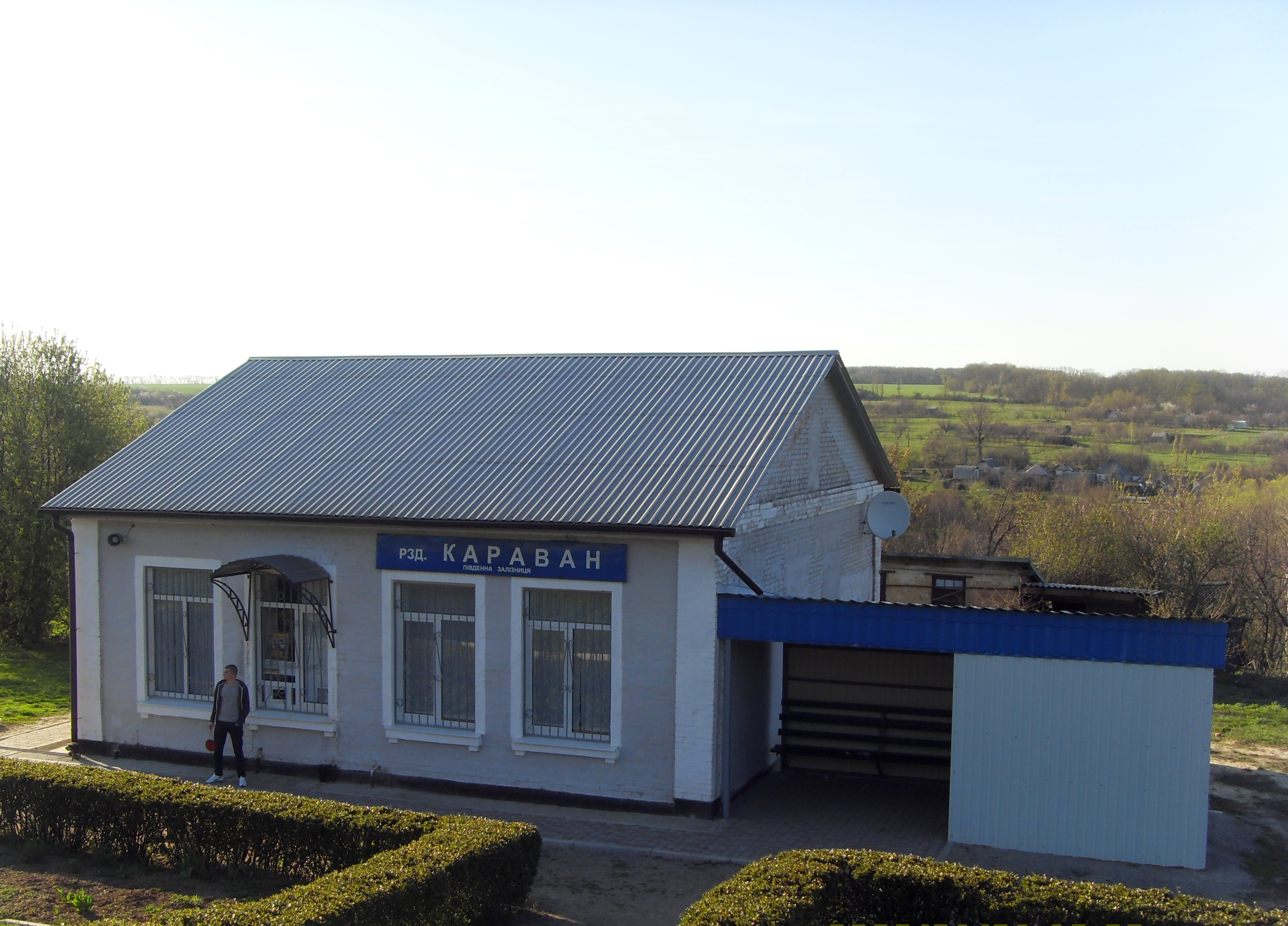
Bahnstation
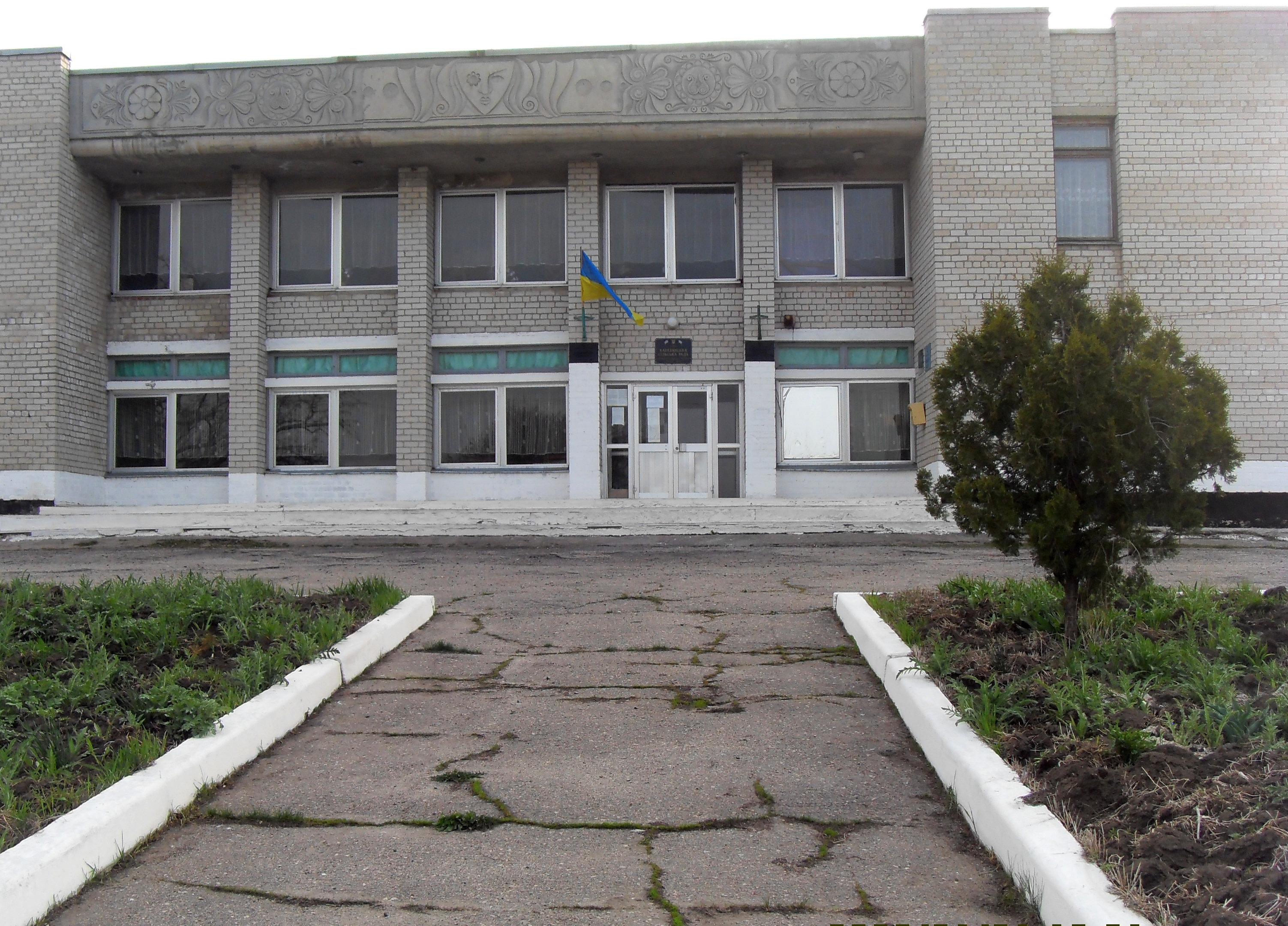
Gemeindehaus